# Factcheckers (België)
Factcheckers is een Vlaams consumentenprogramma dat sinds 2019 wordt uitgezonden op de publieke zender VRT 1. Het programma wordt gepresenteerd door Jan Van Looveren, Britt Van Marsenille en Thomas Vanderveken.

## Concept
Factcheckers onderzoekt elke week drie stellingen op hun waarheidsgehalte en probeert daarbij waarheid van leugen te onderscheiden.

## Uitzendingen

### Overzicht
| Seizoenen | Aantal afl. | Startdatum                                   | Einddatum        | Uitzenddag |
| --------- | ----------- | -------------------------------------------- | ---------------- | ---------- |
| Seizoen 1 | 9           | 13 maart 2019                                | 8 mei 2019       | Woensdag   |
| Seizoen 2 | 8           | 2 december 2020                              | 27 januari 2021  | Woensdag   |
| Seizoen 3 | 8           | 4 januari 2022                               | 22 februari 2022 | Dinsdag    |
| Seizoen 4 | 9           | 15 november 2023 (18 januari 2023 (special)) | 10 januari 2024  | Woensdag   |
| Seizoen 5 | 6           | 10 april 2024                                | 22 mei 2024      | Woensdag   |

### Seizoen 1
| Afl. | Datum         | Onderwerpen | Kijkcijfers (live) |
| ---- | ------------- | --- | ------------------ |
| 1    | 13 maart 2019 | "Plassen in een zwembad is gevaarlijk" [FOUT] "Van tequila val je af" [FOUT] "Een 'keyless' auto hacken is kinderspel" [JUIST]                                                            | 804.003            |
| 2    | 20 maart 2019 | "De bom van de aanslagen in Brussel is makkelijk te maken" [JUIST] "Kinderen worden hyperactief van suiker" [FOUT] "Gesloten mosselen mag je opeten" [JUIST]                              | 911.767            |
| 3    | 27 maart 2019 | "Suiker is het wondermiddel tegen de hik" [JUIST] "Met een fluohesje kan je makkelijk de security omzeilen" [JUIST] "Groene stroom is niet altijd groen" [JUIST]                          | 883.570            |
| 4    | 3 april 2019  | "In twee weken tijd kan je leren om je adem vier minuten in te houden" [JUIST] "Een houtkachel vervuilt meer dan zes dieseltrucks" [JUIST] "Een hondenlikje kan dodelijk zijn" [JUIST]    | 914.268            |
| 5    | 10 april 2019 | "Er zijn drie manieren om je bagage als eerste van de bagageband te laten rollen" [FOUT] "Wasmachines eten sokken op" [FOUT] "Witte eieren zijn beter voor het milieu dan bruine" [JUIST] | 901.430            |
| 6    | 17 april 2019 | "Je kan snel geld verdienen met Instagram" [FOUT] "Een jeansbroek kan je leven redden" [JUIST] "Er zit sjoemelsoftware in strijkijzers" [FOUT]                                            | 875.446            |
| 7    | 24 april 2019 | "TripAdvisor kan je makkelijk om de tuin leiden" [JUIST] "Teleshopping-producten doen niet altijd wat ze beloven" [JUIST] "Muizen eten het liefst kaas" [FOUT]                            | 1.013.295          |
| 8    | 1 mei 2019    | "Een e-bike kan je makkelijk opdrijven" [JUIST] "Je kan zien of iemand liegt" [JUIST] "Zakkenrollen is kinderspel" [JUIST]                                                                | 865.922            |
| 9    | 8 mei 2019    | Compilatieaflevering waarin Jan, Britt en Thomas terugblikken op het voorbije seizoen. | 670.273            |

### Seizoen 2
| Afl. | Datum            | Onderwerpen | Kijkcijfers (live) |
| ---- | ---------------- | --- | ------------------ |
| 1    | 2 december 2020  | "Het internet staat vol malafide slotenmakers" [JUIST] "Een app kan huidkanker opsporen" [JUIST] "Diepvriesgroenten zijn even gezond als verse groenten" [JUIST]                                    | 1.000.204          |
| 2    | 9 december 2020  | "Een gesloten deur kan je leven redden bij brand" [JUIST] "Honden hebben geen schuldgevoel" [FOUT] "Gevonden portefeuilles verdwijnen in politiekantoren en gemeentehuizen" [JUIST]                 | 1.020.668          |
| 3    | 16 december 2020 | "Het openbaar vervoer is rolstoelvriendelijk" [FOUT] "Composteerbare wegwerpproducten worden verbrand" [JUIST] "Muziek van dj Skrillex beschermt tegen muggenbeten" [FOUT]                          | 1.037.447          |
| 4    | 30 december 2020 | "Zes minuten trainen per week is voldoende voor een goede conditie" [JUIST] "De Nutri-Score is een betrouwbaar label" [JUIST] "Je auto laten chiptunen is kinderspel" [JUIST]                       | 1.031.786          |
| 5    | 6 januari 2021   | "Je kan veilig asbest verwijderen met een doe-het-zelf pakket" [JUIST] "Het is makkelijk om veel geld te verdienen als fietskoerier" [FOUT] "Een tandenborstel is smeriger dan een wc-bril" [JUIST] | 1.015.816          |
| 6    | 13 januari 2021  | "Webshops betalen gebruikte producten terug" [JUIST] "Flessenwater drinken is absurd" [JUIST] "Planten groeien beter als je er lief tegen praat" [FOUT]                                             | 1.116.831          |
| 7    | 20 januari 2021  | "Handsfree bellen in de auto is gevaarlijk" [JUIST] "Een handafwas gebruikt minder water dan een vaatwasser" [FOUT] "Het gewicht van gerookte vis klopt niet altijd met de verpakking" [JUIST]      | 1.108.926          |
| 8    | 27 januari 2021  | "Een gps-tracker is de oplossing tegen fietsendiefstal" [JUIST] "Oncobrood doet chemopatiënten met smaak eten" [JUIST] "Het is nergens echt stil in Vlaanderen" [JUIST]                             | 1.245.495          |

Aan het einde van het tweede seizoen deden de makers een oproep aan de kijkers om suggesties in te sturen voor zaken die zij graag gecheckt zouden willen zien in het derde seizoen.

### Seizoen 3
Voor het derde seizoen verhuisde het programma van woensdagavond naar dinsdagavond.
| Afl. | Datum            | Onderwerpen | Kijkcijfers (live) |
| ---- | ---------------- | --- | ------------------ |
| 1    | 4 januari 2022   | "1 op de 4 chauffeurs slaagt voor een nieuw rijexamen" [JUIST] "Je kan een all-you-can-eat-restaurant kloppen" [JUIST] "Hotels verversen hun lakens niet altijd voor een nieuwe gast" [JUIST]             | 1.261.477          |
| 2    | 11 januari 2022  | "Illegaal alcohol kopen is kinderspel voor minderjarigen" [JUIST] "Een staafmixer is een broeihaard van bacteriën" [JUIST] "Straatartiesten verdienen gemakkelijk veel geld" [JUIST]                      | 1.308.204          |
| 3    | 18 januari 2022  | "Te veel zitten is nefast voor de gezondheid" [JUIST] "Je kan eieren uit de supermarkt uitbroeden" [JUIST] "Wij eten chocolade die gemaakt is met kinderarbeid" [JUIST]                                   | 1.247.709          |
| 4    | 25 januari 2022  | "Geld stelen via contactloos betalen is gemakkelijk" [JUIST] "De Vlaming laat zich beetnemen door deepfakevideo's" [JUIST] "Je wordt rijk van schattenjagen" [FOUT]                                       | 1.319.010          |
| 5    | 1 februari 2022  | "Soep wordt zuur als het onweert" [FOUT] "Je kan makkelijk een fake vakantiehuis verhuren" [JUIST] "Iedereen kan online helderziende worden" [JUIST]                                                      | 1.274.193          |
| 6    | 8 februari 2022  | "30% van de weggegooide elektrische toestellen is nog herstelbaar" [JUIST] "Op een lege tweedehandscomputer vind je gemakkelijk privégegevens terug" [JUIST] "Elke hond kan een speurhond worden" [JUIST] | 1.198.848          |
| 7    | 15 februari 2022 | "Met kledingcontainers wordt grof geld verdiend" [JUIST] "Je kan het leven van een basilicumplant verlengen" [JUIST] "Een ziektebriefje krijg je alleen als je echt ziek bent" [FOUT]                     | 1.191.668          |
| 8    | 22 februari 2022 | "Planten zuiveren de lucht in huis" [JUIST] "Je straalt meer gezag uit met een geel hesje" [JUIST] "Muziek is een medicijn voor mensen met dementie" [JUIST]                                              | 1.087.232          |

1. ↑  Voor kippeneieren klopt het niet, wel voor kwartels.

### Seizoen 4
Het vierde seizoen werd weer op woensdagavond uitgezonden.

#### Geldspecial
Op 18 januari 2023 werd een special uitgezonden die in teken stond van het geld. Deze aflevering werd opgenomen als aflevering 1 van seizoen 4.
| Afl. | Datum           | Onderwerpen | Kijkcijfers (live) |
| ---- | --------------- | --- | ------------------ |
| 1    | 18 januari 2023 | "Sommige kredietverleners doen er alles aan om je op te lichten" [JUIST] "De opkoop van goud verloopt niet altijd eerlijk" [JUIST] "Je kan gemakkelijk een stevige cent bijverdienen" [JUIST] | 873.425            |

#### Reguliere afleveringen
| Afl. | Datum            | Onderwerpen | Kijkcijfers (live) |
| ---- | ---------------- | --- | ------------------ |
| 2    | 15 november 2023 | "Je ontvangt veel dickpics via datingapps" [JUIST] "Elke wijn kan zomaar een prijs winnen" [JUIST] "A.I. verslaat het menselijk brein altijd" [FOUT]                                        | 1.051.235          |
| 3    | 22 november 2023 | "Speedpedelecs kunnen geen snelheidsboete krijgen" [FOUT] "Onnozele klachten zijn geld waard" [JUIST] "De EPC-score is altijd nauwkeuring" [FOUT]                                           | 1.165.438          |
| 4    | 29 november 2023 | "Zwerfvuil opruimen is dweilen met de kraan open" [JUIST] "In een witte auto wordt het even warm als in een zwarte" [FOUT] "Negen kinderen voor een begeleider is te veel" [JUIST]          | 1.092.764          |
| 5    | 6 december 2023  | "Illegaal medicijnen kopen is kinderspel" [JUIST] "De reddingsstrook redt mensenlevens" [JUIST] "Sint & Piet krijgen overal alles gratis" [JUIST]                                           | 1.115.068          |
| 6    | 13 december 2023 | "Onze gemiddelde suikerinname maakt ons ziek" [JUIST] "Namaak wordt open en bloot verkocht in België" [JUIST] "Grote bedrijven houden ons te lang aan het lijntje" [FOUT]                   | 1.163.608          |
| 7    | 20 december 2023 | "Een openbaar stopcontact is gelijk aan gratis stroom" [JUIST] "We beschermen ons patrimonium te weinig" [JUIST] "Supermarkt cordon bleu bevat veel meer ingrediënten dan je denkt" [JUIST] | 942.682            |
| 8    | 3 januari 2024   | "Mensen reageren anders op een witte dan op een zwarte fietsdief" [JUIST] "Post- en pakjesdiensten doen niet altijd wat ze beloven" [JUIST] "Dj worden is gemakkelijk" [JUIST]              | 960.676            |
| 9    | 10 januari 2024  | "Zwartrijders worden nauwelijks gecontroleerd" [JUIST] "Meditatie zou een vak op school moeten zijn" [JUIST] "Je verdient veel geld met opkopen verloren bagage" [FOUT]                     | 923.402            |

### Seizoen 5
Het vijfde seizoen staat volledig in het teken van digitalisering, sociale media en internet.
| Afl. | Datum         | Onderwerpen | Kijkcijfers (live) |
| ---- | ------------- | --- | ------------------ |
| 1    | 10 april 2024 | "Facebook-accounts worden zonder ons medeweten online verhandeld" [JUIST] "Anoniem sperma doneren kan je online omzeilen" [JUIST] "Een oude gsm is meer waard dan je denkt" [wordt onthuld in de laatste aflevering] | 983.892            |
| 2    | 17 april 2024 | "Online shoppen is slechter voor het milieu dan fysiek winkelen" [FOUT] "De impact van schermen is groter dan je denkt" [JUIST] "Onbekende USB-sticks worden te gemakkelijk ingeplugd" [JUIST]                       | 739.215            |
| 3    | 24 april 2024 | "De beloofde internetsnelheid is altijd correct" [FOUT] "Je onthoudt beter door te schrijven dan door te typen" [FOUT] "De job van moderator is niet zo simpel als het lijkt" [JUIST]                                | 710.264            |
| 4    | 1 mei 2024    | "Iedereen kan slachtoffer worden van phishing" [JUIST] "We moeten bedachtzamer omgaan met toestellen die straling uitzenden" [JUIST] "Gsm-gebruik in het verkeer heeft een grotere impact dan je denkt" [JUIST]      | 607.253            |
| 5    | 15 mei 2024   | "Sommige coaches gaan hun boekje te buiten" [JUIST] "We springen te nonchalant om met onze wachtwoorden" [JUIST] "Extreme content is veel te toegankelijk op Telegram" [JUIST]                                       | 687.070            |
| 6    | 22 mei 2024   | "Bewoners van een woonzorgcentrum verdienen beter dan de wettelijke norm" [JUIST] "AI kan de toekomst voorspellen" [JUIST] "Een oude gsm is meer waard dan je denkt" [JUIST]                                         | 887.402            |

### Seizoen 6
| Afl. | Datum            | Onderwerpen | Kijkcijfers (live) |
| ---- | ---------------- | --- | ------------------ |
| 1    | 18 februari 2025 | "Een bandenlabel toont duidelijk hoe veilig je banden zijn" [JUIST] "Warme drank uit papieren bekers kan je gezondheid schaden" [JUIST] "(Elektronische) sigaretten kopen is kinderspel voor minderjarigen [JUIST] | 1.027.463          |
| 2    | 25 februari 2025 | "Dienstenchequebedrijven gaan nog steeds in op discriminerende vragen" [JUIST] "Het wassen van je fruit is zinloos" [FOUT] "Er hangen te weinig rookmelders in Vlaamse woningen" [JUIST]                           | 1.011.321          |
| 3    | 4 maart 2025     | "Zelf je tanden bleken is gevaarlijk" [JUIST] "Er is een probleem met aed's in België" [JUIST] "Je wordt gemakkelijk ziek door dierenpoep op festivals" [FOUT]                                                     | 900.885            |
| 4    | 18 maart 2025    | "Invasieve exoten kosten ons handenvol geld" [JUIST] "Slimme verkeerslichten helpen verkeersdrama's voorkomen" [JUIST] "Drie uur onderweg met de schoolbus is onmenselijk lang" [JUIST]                            | 955.986            |
| 5    | 25 maart 2025    | Winkelmedewerkers staan machteloos tegenover winkeldiefstal [JUIST] Herbruikbare drinkflessen maken je doodziek [FOUT] Schermgebruik beïnvloedt de taalontwikkeling van kleuters [JUIST]                           | 963.891            |
| 6    | 1 april 2025     | Niet vaak genoeg wisselen van onderbroek is ongezond [FOUT] Met AI-muziek kan je makkelijk veel geld verdienen [FOUT] Je kan makkelijk online een menselijke schedel kopen [JUIST]                                 | 889.143            |
| 7    | 8 april 2025     | Je kan overal zorgeloos fietsen in Vlaanderen [FOUT] Boodschappen zijn in België steevast duurder dan in de buurlanden [FOUT] Sharenting is niet altijd zonder risico [JUIST]                                      | 911.049            |
| 8    | 15 april 2025    | Onbewuste vooroordelen beïnvloeden ons meer dan we denken [JUIST] | 830.058            |

## Nederland
Een Nederlandse versie met dezelfde titel en dezelfde formule, soms dezelfde items, gepresenteerd door Marijn Frank, Joep van Deudekom en Tim Senders, ging in januari 2024 van start op NPO 3.